# Floing (Oostenrijk)
Floing is een gemeente in de Oostenrijkse deelstaat Stiermarken, en maakt deel uit van het district Weiz.
Floing telt 1209 inwoners (2022).
Albersdorf-Prebuch
· Anger
· Birkfeld
· Fischbach
· Fladnitz an der Teichalm
· Floing
· Gasen
· Gersdorf an der Feistritz
· Gleisdorf
· Gutenberg
· Hofstätten an der Raab
· Ilztal
· Ludersdorf-Wilfersdorf
· Markt Hartmannsdorf
· Miesenbach bei Birkfeld
· Mitterdorf an der Raab
· Mortantsch
· Naas
· Passail
· Pischelsdorf am Kulm
· Puch bei Weiz
· Ratten
· Rettenegg
· Sankt Kathrein am Hauenstein
· Sankt Kathrein am Offenegg
· Sankt Margarethen an der Raab
· Sankt Ruprecht an der Raab
· Sinabelkirchen
· Strallegg
· Thannhausen
· Weiz